# Eforie
Eforie est une ville et une station balnéaire de Roumanie, aux bords de la mer Noire.
Des nombreux bâtiments de la ville (hôtels, restaurants, commerces, villas, réaménagement du bord de mer) ont été réalisés sous la direction de l'architecte Cezar Lăzărescu pendant les années 1957-1966.

## Démographie
Lors du recensement de 2011, 80,61 % de la population se déclarent roumains, 3,25 % comme roms, 2,2 % comme turcs et 3,55 % comme tatars (9,6 % ne déclarent pas d'appartenance ethnique et 0,76 % déclarent appartenir à une autre ethnie).

## Politique
| Parti | Parti                             | Sièges |
| ----- | --------------------------------- | ------ |
|       | Parti social-démocrate (PSD)      | 5      |
|       | Parti national libéral (PNL)      | 8      |
|       | Parti de la Grande Roumanie (PRM) | 2      |
|       | Parti Mouvement populaire (PMP)   | 2      |